# Pedreira Paulo Leminski
A Pedreira Paulo Leminski é uma área destinada a espetáculos ao ar livre, localizada no bairro do Abranches, no município de Curitiba, capital do estado brasileiro do Paraná.
Aberto em 1990, o espaço possui área de 103,5 mil m² e um palco de 480 m², e pode receber até trinta mil pessoas. Seu nome é uma homenagem ao poeta curitibano Paulo Leminski. No passado o local foi uma pedreira municipal e usina de asfalto, mantendo este aspecto peculiar até hoje, pois é cercado por um paredão de rocha de trinta metros.

## Shows
Um dos mais importantes shows realizados no local, foi no aniversário de trezentos anos da cidade, quando a Pedreira recebeu a apresentação do tenor José Carreras, acompanhado pela Orquestra Sinfônica Brasileira.
- Ver demais shows em Lista de shows da Pedreira Paulo Leminski

## Disputa judicial
Em julho de 2008, a realização de grandes eventos foi proibida no local por uma liminar em Ação Civil Pública interposta pelo Ministério Público do Paraná, a partir de uma solicitação dos moradores da região, que alegavam desrespeito ao horário dos espetáculos e badernas causadas por frequentadores.
Em outubro de 2011 a Justiça concedeu autorização para eventos culturais e shows, que foi imediatamente cassada a pedido do Ministério Público, sob a alegação de risco à segurança e falta de estrutura complementar.
Após uma disputa judicial entre os vizinhos do espaço e a prefeitura municipal, que ocorria desde 2008, houve um acordo, que incluía uma reforma com novas adaptações e algumas restrições para shows e, desta forma, a pedreira foi liberada em setembro de 2013. Com as melhorias executadas, ao custo de R$ 17 milhões, o espaço foi reinaugurado em março de 2014, nas festividades de aniversário da cidade. Durante a Copa do Mundo de 2014 o local foi palco da FIFA Fan Fest.

## Complexo
Ao lado da pedreira está o Ópera de Arame, inaugurado em 1992 para ser um dos palcos do primeiro Festival de Teatro de Curitiba. A "Pedreira" e o "Ópera" formam o Parque das Pedreiras.